# ألويس آلزهايمر
ألويسيوس «ألويس» آلزهايمر (بالألمانية: Aloysius "Alois" Alzheimer، وتنطق بالألمانية آلتسهايمر) ـ (14 يونيو 1864 ـ 19 ديسمبر 1915) هو عالم نفس وباثولوجيا عصبية ألماني وواحد من زملاء إميل كريبلن.
درس آلزهايمر في جامعات أشافنبورغ وتوبنغن وبرلين وفورتسبورغ، وحصل على شهادة الطب من جامعة فورتسبورغ سنة 1887. اشتهر باكتشافه وتوثيقه أول حالة لمرض «عته ما قبل الشيخوخة» الذي أطلق عليه كريبلن فيما بعد اسم مرض آلزهايمر.

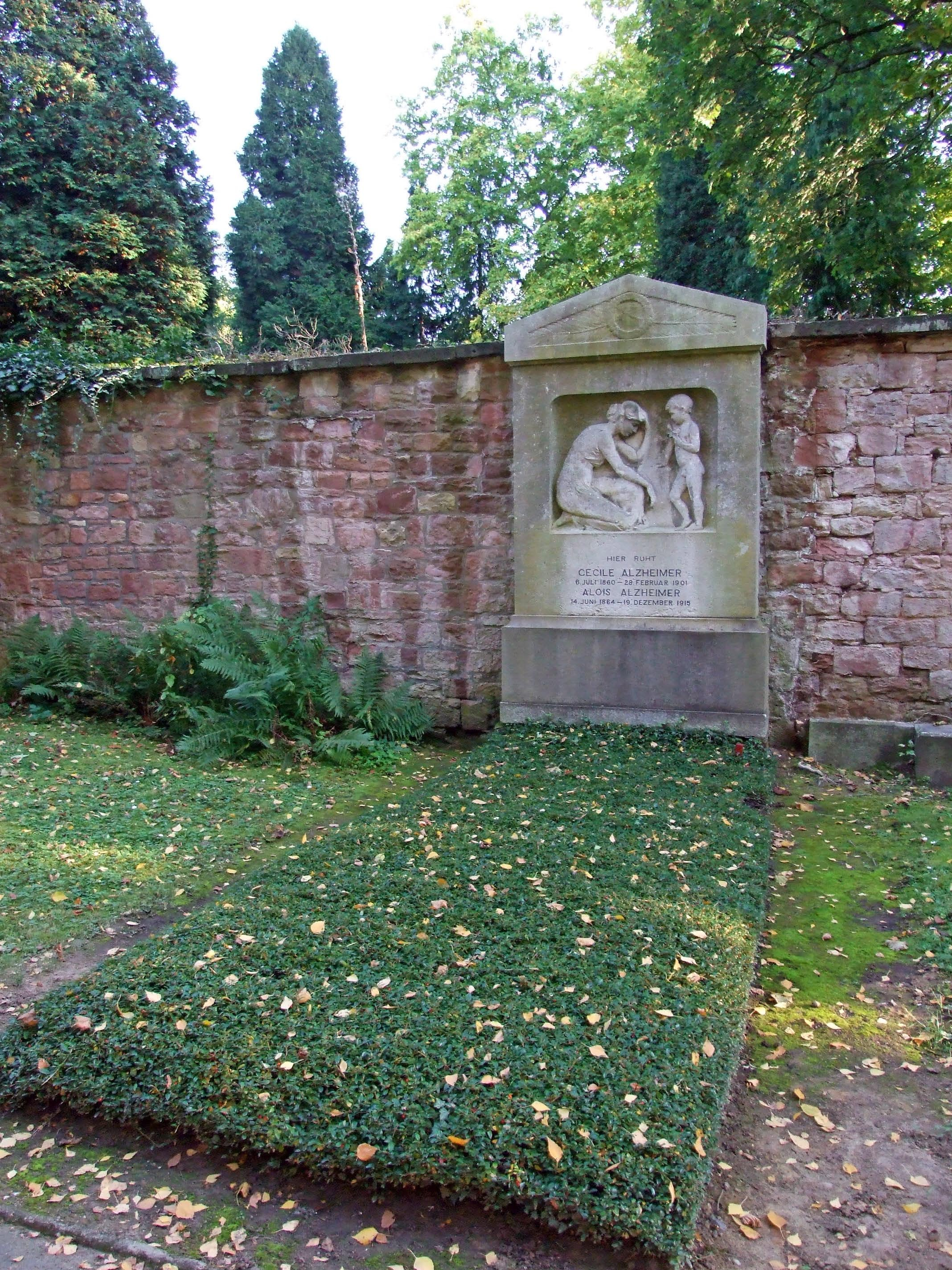
قبر ألتسهايمر في فرانكفورت

توفي ألويس آلزهايمر في بريسلاو في الحادية والخمسين من عمره من جراء قصور في القلب، ويعتقد أن آلزهايمر كان مصابًا بعدوى البكتريا العقدية، التي نتج عنها معاناته من الحمى الرثوية والقصور الكلوي.

## المهنة
في العام التالي، أمضى آلزهايمر خمسة أشهر في مساعدة النساء المصابات بأمراض عقلية قبل أن يتولى مكتبًا في مركز اللجوء العقلي في فرانكفورت. كان إميل سيولي، طبيب نفسي مشهور، عميد مركز اللجوء. بدأ طبيب أعصاب آخر، فرانز نيسل، العمل في نفس الملجأ مع آلزهايمر. أجريا معًا بحثًا عن أمراض الجهاز العصبي وتحديدًا التشريح الطبيعي والمرضي للقشرة الدماغية. كان آلزهايمر المؤسس المشارك والناشر المشارك للمجلة (زايتشغيفت فور دي غيزامتي نيورولوجي أوند زياتغي)، على الرغم من أنه لم يكتب كتابًا يمكن أن يُنسب له تمامًا.
أثناء وجوده في مصحة فرانكفورت، التقى آلزهايمر أيضًا بإميل كريبيلن، أحد أشهر الأطباء النفسيين الألمان في ذلك الوقت. أصبح كريبلين مرشدًا لآلزهايمر، وعمل الاثنان عن كثب خلال السنوات العديدة التالية. عندما انتقل كريبيلن إلى ميونيخ للعمل في المستشفى الملكي للطب النفسي في عام 1903، دعا آلزهايمر للانضمام إليه.
في ذلك الوقت، كان كريبيلن يجري أبحاثًا سريرية حول الذهان لدى مرضى الشيخوخة؛ من ناحية أخرى، كان آلزهايمر أكثر اهتمامًا بالعمل المختبري لأمراض الشيخوخة. واجه الاثنان العديد من التحديات التي تنطوي على سياسات مجتمع الطب النفسي. على سبيل المثال، تم اتخاذ ترتيبات رسمية وغير رسمية بين الأطباء النفسيين في المصحات والجامعات لاستقبال الجثث.
في عام 1904، أكمل آلزهايمر تأهله في جامعة لودفيغ ماكسيميليان في ميونيخ حيث تم تعيينه أستاذًا في عام 1908. بعد ذلك، غادر ميونيخ إلى جامعة سيليزيان فريدريش فيلهلم في بريسلاو في عام 1912 حيث قبل وظيفة أستاذ الطب النفسي ومدير معهد الطب العصبي والنفسي. تدهورت صحته بعد وقت قصير من وصوله إلى المستشفى. توفي آلزهايمر بعد ثلاث سنوات من ذلك.

## آوغسته ديتر
في عام 1901، لاحظ آلزهايمر مريضة في مركز فرانكفورت تُدعى آوغسته ديتر. كانت المريضة البالغة من العمر 51 عامًا تعاني من أعراض سلوكية غريبة، بما في ذلك فقدان الذاكرة قصيرة المدى؛ أصبحت هاجسه خلال السنوات القادمة. كانت آوغسته ديتر ضحية لسياسة ذلك الوقت في مجتمع الطب النفسي؛ كان مركز اللجوء في فرانكفورت مكلفًا للغاية بالنسبة لزوجها. قدم هير ديتر عدة طلبات لنقل زوجته إلى منشأة أقل تكلفة، لكن آلزهايمر تدخل في هذه الطلبات. بقيت فغاو ديتر (زوجة ديتر)، مثلما كانت تُعرف بهذا الاسم، في مصحة فرانكفورت بعد أن أبرم آلزهايمر صفقة للاحتفاظ بسجلاتها ودماغها بعد وفاتها.
في 8 أبريل عام 1906، توفيت فغاو ديتر وتم إحضار سجلاتها الطبية ودماغها إلى ميونيخ حيث كان يعمل آلزهايمر في مختبر كريبلين. بالتعاون مع طبيبين إيطاليين، استخدم آلزهايمر تقنيات بيلشوفسكي لتحديد لويحات النشوانيات والتشابكات الليفية العصبية. أصبحت هذه التشوهات الدماغية تعريفات واضحة لما أصبح يُعرف لاحقًا باسم مرض آلزهايمر.
كانت الفرضية الأخرى التي قدمها كلير أوبراين هي أن آوغسته ديتر كانت تعاني بالفعل من مرض الخرف الوعائي.